# Tielatnikowo (obwód pskowski)
Tielatnikowo (ros. Телятниково) – wieś (ros. деревня, trb. dieriewnia) w zachodniej Rosji, w wołoscie Pożeriewickaja (osiedle wiejskie) rejonu diedowiczskiego w obwodzie pskowskim.

## Geografia
Miejscowość położona jest 1 km od drogi regionalnej 58K-018 (Porchow – Łoknia), 9,5 km od centrum administracyjnego osiedla wiejskiego (Pożeriewicy), 21,5 km od centrum administracyjnego rejonu (Diedowiczi), 98,5 km od stolicy obwodu (Psków).
W granicach miejscowości znajdują się ulice: Ługowaja, Narodnaja.

## Demografia
W 2010 r. miejscowość zamieszkiwało 15 osób.